# ゾンド2号
ゾンド2号（ロシア語: Зонд-2）とは、1964年にソビエト連邦が打上げた火星探査機である。技術試験と火星観測を目的としていたが、火星到達前に通信が途絶えたため後者の目的は果たせなかった。

## 設計
ゾンド2号の重量は890 kgで、設計は先に打上げられたマルス1号を踏襲した。変更点として火星大気圏に突入する降下機が追加され、プラズマイオンエンジンの試験機6基を予備の姿勢制御エンジンとして搭載した。

## 飛行
ゾンド2号は1964年11月30日にカザフスタンバイコヌール宇宙基地より、チャジョールイ・スプートニクとして高度153x219 kmの宇宙待機軌道へ打上げられ、その後火星へ向かう軌道に投入された。2枚の太陽電池パネルの片方が故障し、電力が半分しか得られなかったため、火星へ飛行途中の観測を中止するなど計画は制限を受けた。
1964年12月8 - 18日にプラズマエンジンの試験が行われ、宇宙空間での動作が実証された。1965年初めには軌道修正を行い火星より数千 km以内を通過する軌道に乗った。しかし同年4月から通信システムが異常を示し始め、5月5日に交信不可能となった。探査機は同年8月6日に火星から1500 kmの距離を通過し太陽周回軌道に入ったが、惑星観測は行えなかった。
ゾンド2号打上げ直前の1964年11月28日、アメリカ火星探査機マリナー4号が打上げられた。マリナー4号はゾンド2号を追越し、7月14 - 15日に火星近接観測を世界で初めて成功させた。